# Festival international du film de Moscou 1993
Le 18e festival international du film de Moscou a lieu du 1er au 12 juillet 1993. Le St. George d'or est attribué au film franco-biélorusse Moi Ivan, toi Abraham de Yolande Zauberman.

## Jury
- Claude Lelouch (France – président du jury)
- Gila Almagor (Israël)
- Jacek Bromski (Pologne)
- Pavel Lounguine (Russie)
- Tilda Swinton (Grande-Bretagne)

## Films en compétition
Les films suivants sont sélectionnés pour la compétition principale :
| Titre anglais ou français             | Titre original                    | Réalisateur(s)       | Pays d'origine              |
| ------------------------------------- | --------------------------------- | -------------------- | --------------------------- |
| Drumroll                              | Barabaniada                       | Sergei Ovcharov      | Russie, France              |
| Berlin in Berlin                      | Berlin in Berlin                  | Sinan Çetin          | Turquie, Allemagne          |
| Gangsters                             | Gangsters                         | Massimo Guglielmi    | Italie                      |
| The Voice in the Wilderness           | Dzayn barbaro...                  | Vigen Chaldranyan    | Arménie                     |
| Grandpa Ge                            | Grandpa Ge                        | Gang Han             | Chine                       |
| Childrens of Iron Gods                | Deti chugunnykh bogov             | Tamás Tóth           | Russie                      |
| Années d'enfance                      | Jona che visse nella balena       | Roberto Faenza       | Italie, France              |
| Bat Wings                             | Flaggermusvinger                  | Emil Stang Lund      | Norvège                     |
| The Inheritance or Fuckoffguysgoodday | Dědictví aneb Kurvahošigutntag    | Věra Chytilová       | République tchèque          |
| Les Pots cassés                       | Les Pots cassés                   | François Bouvier     | Canada                      |
| Fathers & Sons                        | Fathers & Sons                    | Paul Mones           | États-Unis                  |
| Ripa Hits the Skids                   | Ripa ruostuu                      | Christian Lindblad   | Finlande, Allemagne         |
| Roja                                  | Roja                              | Mani Ratnam          | Inde                        |
| Absent Without Leave                  | Absent Without Leave              | John Laing           | Nouvelle-Zélande            |
| Stalingrad                            | Stalingrad                        | Joseph Vilsmaier     | Allemagne, Suède            |
| Shadows in a Conflict                 | Sombras en una batalla            | Mario Camus          | Espagne                     |
| The Three Best Things in Life         | De drie beste dingen in het leven | Ger Poppelaars       | Pays-Bas                    |
| A Bachelor's Life Abroad              | Kawalerskie życie na obczyźnie    | Andrzej Barański     | Pologne                     |
| Cronos                                | Cronos                            | Guillermo del Toro   | Mexique                     |
| Chaplin                               | Chaplin                           | Richard Attenborough | Grande-Bretagne, États-Unis |
| I Will Survive                        | Saleolilatda                      | Sam-yuk Yoon         | Corée du Sud                |
| Moi Ivan, toi Abraham                 | Moi Ivan, toi Abraham             | Yolande Zauberman    | France, Biélorussie         |

## Prix
- St. George d'or : Moi Ivan, toi Abraham de Yolande Zauberman
- St. George d'argent spécial : Drumroll de Sergei Ovcharov
- Prix :
  - Meilleur acteur : Lee Deok-hwa pour I Will Survive
  - Meilleure actrice : Hülya Avşar pour Berlin in Berlin
- Diplôme de réalisation : Emil Stang Lund pour Bat Wings
- Diplôme du scénario : Gilles Desjardins pour Les Pots cassés
- Prix du jury œcuménique :
  - Drumroll de Sergei Ovcharov
  - Années d'enfance de Roberto Faenza

## Source de la traduction
- (en) Cet article est partiellement ou en totalité issu de l’article de Wikipédia en anglais intitulé « 18th Moscow International Film Festival » (voir la liste des auteurs).